# 林源街道
林源街道是中华人民共和国黑龙江省大庆市大同区下辖的一个街道办事处。

## 行政区划
林源街道下辖以下村级行政区划单位：
连云社区、红旗社区、文化社区、乐园社区和输油社区。